# Ezequiel D'Angelo
José Ezequiel D'Angelo (Quilmes, 5 aprile 1989) è un calciatore argentino, centrocampista dell'Iglesias.

## Caratteristiche tecniche
È un trequartista.

## Palmarès
- Campionato boliviano: 1

Bolívar: 2013 (C)